# Stronsdorf
Stronsdorf är en ort och kommun i Österrike. Den ligger i distriktet Mistelbach i förbundslandet Niederösterreich, 50 km norr om huvudstaden Wien. 
Kommunen består av sex orter (Ortschaften) (inom parentes invånarantal 1 januari 2024):

- Oberschoderlee (237)
- Patzenthal (124)
- Patzmannsdorf (388)
- Stronegg (33)
- Stronsdorf (657)
- Unterschoderlee (126)